# Писпилева воденица
Писпилевата воденица (на гръцки: Νερόμυλο Πισπίλη) е воденичен комплекс, местна забележителност, разположена в село Порна (Газорос), на стария път Сяр - Драма, Гърция, на около 22-ия километър.
Построена в 1864 година, воденицата е разположена във фермата на семейство Писпилис. Издигната е от представител на рода Писпилис, заселил се в Порна от Костур около 1850 година. Воденицата е реставрирана и е паметник на културата. В 1995 година воденицата е обявена за защитен исторически паметник, тъй като е важен пример за историята на архитектурата и по-специално на воденичното строене.